# فلسفة إسلامية مبكرة

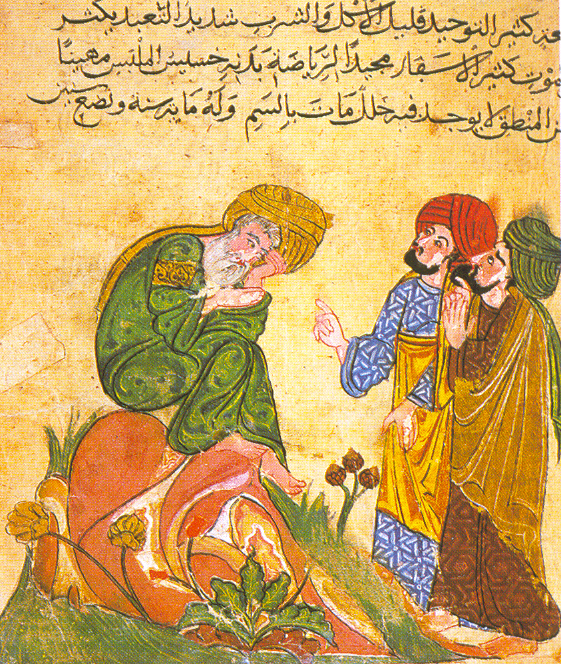

الفلسفة الإسلامية المبكرة أو الفلسفة الإسلامية الكلاسيكية هي 'فلسفة عهدية' أي مرتبطة بفترة زمنية محددة ويتحدد معنى الفلسفة وتعريفها كذلك بهذا العهد، والإرتباط بفترة زمنية إنما لتسهيل درجة التعقيد، ليس إلا. أما الشرط الثاني فهو من حيث كثافة النشاط الفلسفي. عليه: الفلسفة الإسلامية المبكرة مرحلة من النّماء الفلسفي المُكَثّف بين القرن الثاني الهجري والقرن السادس الهجري. هذا ليس معناه أن المستوطن في مصر من الأمصار الإسلامية تحت حكم ذو طابع ثقافي إسلامي لم يتفلسف ولم يمارس الفلسفة قبل أو بعد هذه الفترة، تماما مثلما أن سد باب الإجتهاد في القرن الرابع الهجري لا يعني إنقطاعه بعد ذلك مطلقا، بل المعنى هو أن الفلسفة لم تُمارس بكثافة وبنفس الحماس والنشاط. في الغالب يشار إلى تلك الفترة بالعصر الذهبي للإسلام مقابل عصر الإنحطاط، وقد كان لإنجازات هذه الفترة أثر عملي على الفلسفة الإسلامية المتأخرة في بعض الأقطار الإسلامية كفارس والهند وعلى فلسفة العصر الوسيط في أوروبا، كما أثرت هذه الإستحقاقات في تطوير الفلسفة الحديثة والعلم الحديث على حد سواء.